# Sarchiapone (racconto)
Sarchiapone (pubblicato in italiano anche come Cavebordo, Marchiodonte e col titolo originale Allamagoosa) è un racconto di fantascienza umoristica di Eric Frank Russell. Venne pubblicato per la prima volta in lingua originale nel maggio del 1955 sulla rivista Astounding Science Fiction. Ha vinto il premio Hugo come miglior racconto breve. È probabilmente l'unico racconto umoristico a cui sia stato assegnato tale riconoscimento.

## Trama
A bordo di un'astronave militare, la Bustler, gli ufficiali della nave e l'equipaggio si trovano ad affrontare un controllo ufficiale.
Essendo preoccupati di avere attrezzature che non dovrebbero avere, o non avere qualcosa che dovrebbero avere, decidono di verificare l'inventario, scoprendo che si suppone debbano avere un "anecord", ma siccome nessuno ha idea di cosa si tratti, decidono di creare un gadget elettronico fasullo, facendo finta che si tratti di uno speciale dispositivo per misurare l'intensità dei campi di gravità.
Riescono nel loro intento a causa dell'inesperienza dell'ispettore, ma non appena ripartiti dallo spazioporto, si rendono conto che sarà difficile imbrogliare un ispettore con più esperienza in caso di una nuova ispezione. Per questo decidono di far sparire l'"anecord" dall'inventario. L'idea è di segnalare che si è rotto e che si è dovuto distruggerlo.
Il capitano manda un rapporto ufficiale al comando centrale, spiegando che l'"anecord" è andato in pezzi sotto stress gravitazionali.
Quasi immediatamente, arriva un messaggio di massima priorità dal comando centrale: tutte le navi stellari devono tornare al più vicino spazioporto, la Bustler inclusa, per un immediato controllo.
Troppo tardi, il capitano e l'equipaggio scoprono che "anecord" è un errore di stampa per "cane.ord", cane d'ordinanza dell'ufficiale della nave. 
Il comando centrale è preoccupato di come un cane potrebbe andare in pezzi, in condizioni di stress gravitazionali o no.
A rendere particolarmente esilarante la storia è il fatto che il cane di bordo appare più volte durante il racconto e interagisce con molti dei protagonisti, eppure nessuno viene sfiorato dal sospetto che sia lui l'anecord.

## Influenza culturale
"Giuda ballerino", l'esclamazione-feticcio del noto eroe del fumetto horror italiano Dylan Dog, traduce l'esclamazione tipica di uno dei personaggi del racconto di Russell, il capitano Mc Naught: "Jumpin' Jehoshaphat" (letteralmente: "Giosafatte salterino"). Tiziano Sclavi, ideatore di Dylan Dog, l'aveva sentita pronunciare da un suo amico, Gianluigi Gonano, che nel 1965 aveva tradotto per la prima volta in lingua italiana, sulla rivista Gamma, il racconto Allamagoosa, e che sarebbe poi diventato uno degli sceneggiatori del personaggio di Sclavi.

## Edizioni italiane
(elenco parziale)
- I premi Hugo 1955-1975, in Grandi Opere Nord 4, Editrice Nord, Milano, novembre 1978
- I premi Hugo 1955-1975 in Grandi Scrittori di Fantascienza a. I, n. 6, Euroclub, Milano, novembre 1980